# Windmill
Windmill är ett vanligt förekommande och populärt trick i breakdance. Dansare roterar på enbart sina axlar och tar fart och stöd med sina händer. Benen är i ett V. När man blir duktigare kan man snurra utan händer, och då endast ta fart med sin överkropp.
Windmill anses av dansare vara ett av de första power movesen man brukar lära sig.
Det finns många olika Windmills
- Vanlig Windmill

Denna Windmillen kan göras i 4 olika variationer.
Snurra med huvudet i och ta hjälp med händerna/ utan händer Snurra utan huvudet i, och ta hjälp med händerna/ utan händer
- Australian Windmill

En windmill där ena benet är rakt och det andra är böjt. Snurrar man motsols och böjer vänster ben blir det en "Australian Windmill". Böjer du andra benet och snurrar åt samma håll heter det "Inverted Australian Windmill"
http://www.youtube.com/watch?v=q-QIu-8U3mA
- Barrelmills

Som en vanlig windmill, men armarna hålls framför ansiktet, rätt brett utåt, som man bar en tunna.
http://www.youtube.com/watch?v=2jOt-AzszJE
- Coffin Windmill/Mummy Mill/ Mummies

En windmill där armarna läggs kors över bröstet.
http://www.youtube.com/watch?v=S1M9TAVE1sw&feature=related
- Confusion Windmill

Dansaren sätter händerna över öronen på huvudet och snurrar.
http://www.youtube.com/watch?v=7nBRrvABUIg&feature=related
- Eggbeaters

Windmill där danare lägger sina händer på låren eller håller tag i sina jeans.
http://www.youtube.com/watch?v=Sd6qQ4hvPjE&feature=related
- Germanmills/Tapmills

En windmill där dansaren sätter ner sin ena fot och roterar varje varv.
- Handcuff Windmill

Armarna låses bakom ryggen medan man snurrar.
http://www.youtube.com/watch?v=WDd9L0iCE4Y
- Lotus Windmill

Snurrar i en windmill med benen i lotus.
http://www.youtube.com/watch?v=QVG5KB_Mpgs
- Muckmill

Samma som en Munchmill men skillnaden här är att man inte har huvudet i och att man använder händerna.
http://www.youtube.com/watch?v=wP0MiEl0dqE&feature=related
- Munchmills/ Eggrolls/ Corkscrews/ Babymills

En windmill utan händer och med knutna/ ihopkorsade ben
http://www.youtube.com/watch?v=m9y8KnY-1Nk&feature=related
- Nutcracker Windmill

Händerna läggs och hålls på grenen.
http://www.youtube.com/watch?v=wy993dMYi9U
- Tombstone Windmill/ Frankenstein Windmill

En windmill där benen är helt ihop i en pike position, mycket svår.
http://www.youtube.com/watch?v=VIFNgpepQzM
- Grab Windmill

Man tar tag i sin ena fot/ben och snurrar runt.
http://www.youtube.com/watch?v=Hv6gix1VKfA&feature=related
Källor
Se bifogade länkar från youtube